# A・グレイス・クック
アリス・グレイス・クック(英語: Alice Grace Cook、1887年 - 1958年)はイギリスの天文学者である。「A・グレイス・クック」あるいは「グレイス・クック」としても知られている。

## 業績
クックはカロライン・ハーシェルの曾孫にあたるジョゼフ・ハードカッスルの講義を聴いて天文学に関心を持つようになり、ハードカッスルに望遠鏡を借りるなど、研究を始める際の支援を受けた。のちにクックはフランクリン＝アダムズが撮影した一連の画像を用いてハードカッスルとともにニュージェネラルカタログにある785個の天体を特定し、記述するという仕事を行っている。
1911年に英国天文学協会のメンバーとなり、1915年に王立天文学会のフェローに選ばれた 。クックははじめてフェローに選ばれた4人の女性のうちのひとりであった。流星の観察で有名であり、また黄道光やオーロラなどの肉眼で観察できる現象についても観測を行っていた。クックは銀河系の新星の調査も実施した。クックは1918年に見つかった新星V603 Aquilaeの発見者のひとりである。この業績のおかげでクックは1921年から1923年まで、マリア・ミッチェル協会からエドワード・C・ピッカリング・フェローシップを受けることになった。クックはフィアメッタ・ウィルソンとともに英国天文学協会の流星部門のトップをつとめた。

## 生涯
クックはサフォーク州ストウマーケットに住んでいた 。1958年に亡くなり、同業者たちから熟達した熱心な天文学者として顕彰された。
フィアメッタ・ウィルソンと親しく、ウィルソンの追悼記事はクックが書いている。